# Бонетаж
Бонетаж (фр. Bonnétage) насеље је и општина у источној Француској у региону Франш-Конте, у департману Ду која припада префектури Монбелијар.
По подацима из 2011. године у општини је живело 798 становника, а густина насељености је износила 45,06 становника/km². Општина се простире на површини од 17,71 km². Налази се на средњој надморској висини од 960 метара (максималној 1.045 m, а минималној 615 m).

## Демографија
| 1962. | 1968. | 1975. | 1982. | 1990. | 1999. | 2011. |
| ----- | ----- | ----- | ----- | ----- | ----- | ----- |
| 590   | 604   | 642   | 640   | 657   | 674   | 798   |

График промене броја становника у току последњих година